# Takeda Nobushige (1525–1561)

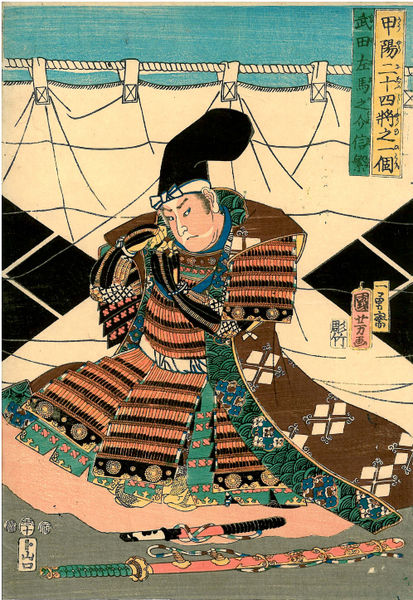

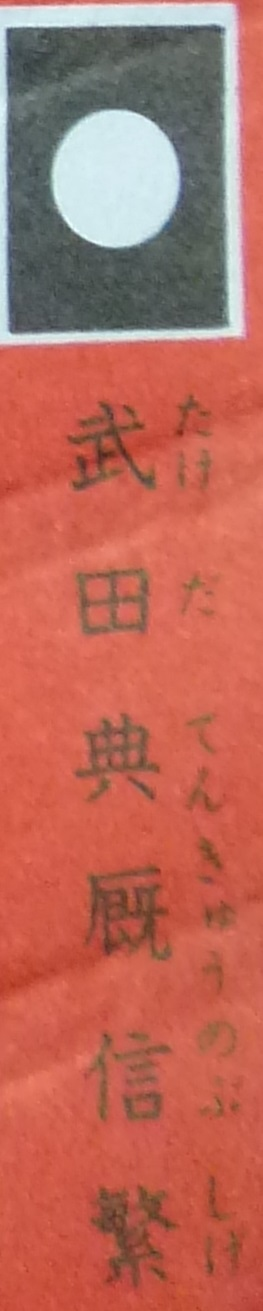
Das Wappen des Nobushige Takeda, wie es auf Festumzügen und in Geschichtsbüchern auftaucht, mit seinem Namenszug darunter

Takeda Nobushige (jap. 武田 信繁; * 1525; † 10. September 1561) war einer der 24 Generäle Takeda Shingens.
Zuerst war er der favorisierte Erbe seines Vaters Takeda Nobutora, als dieser aber durch eine Machtübernahme seines anderen Sohnes Takeda Shingen verbannt wurde, hielt Nobushige dennoch treu zu seinem Bruder, obwohl er dadurch die Rolle als Oberhaupt des Klans einbüßte. Er hielt außerdem das Amt des Takeda Tenkyū inne.

## Persönlichkeit und Wirken
Er soll sowohl strategische Fähigkeiten, als auch Weisheit besessen haben. Zu seinen schriftlichen Werken gehören die Kyūjūkyū Kakun, ein Regelwerk aus 99 Paragraphen für die Mitglieder der Takeda. Er führte große Verbände an, befehligte zum Beispiel im Jahr 1544 die Truppe, die als Strafexpedition das Schloss Kōjinyama von dem aufständischen Fujisawa Yorichika eroberte. Die Angaben in den Quellen über den Ausgang der Kämpfe sind widersprüchlich. Das Schloss Katsurao, Hauptfestung von Murakami Yoshikiyo, fiel an Nobushige und seinen Bruder Takeda Yoshinobu im Jahr 1553. Das trieb Yoshikiyo zu Uesugi Kenshin, Shingens Erzrivalen im Nordosten, und war praktisch der Auftakt für die Schlachten um Kawanakajima zwischen Kenshin und Shingen.

## Familie
- Vater: Takeda Nobutora (1494–1574)
- Brüder:
  - Takeda Shingen (1521–1573)
  - Takeda Nobukado (1529–1582)